# Soparnik

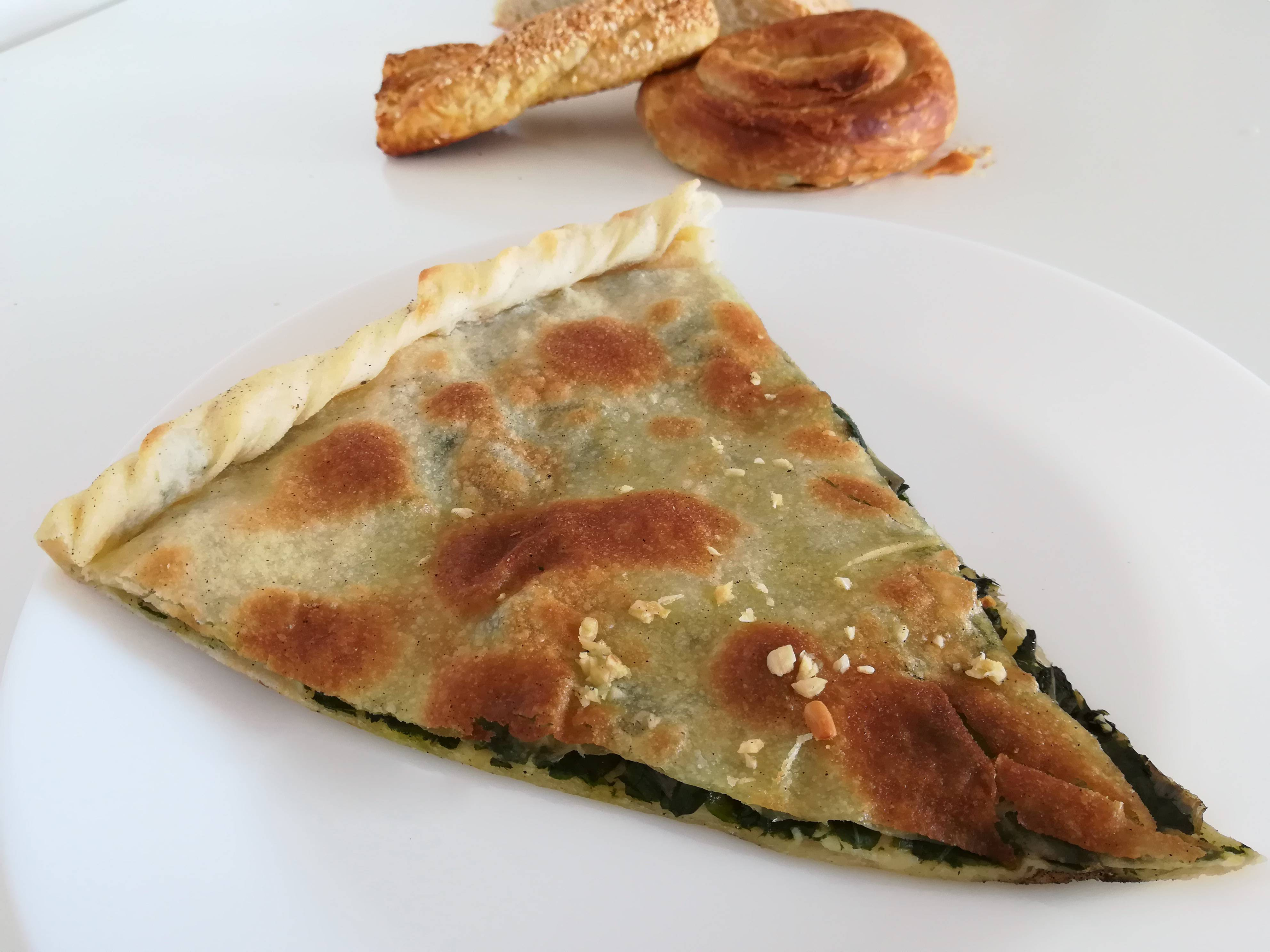
Geschnittener Soparnik

Der Soparnik (Plural: Soparnici) ist ein gewöhnlich herzhafter gedeckter Mangold-Kuchen. Weitere Namen sind Soparnjak, Zeljanik oder Uljenjak. Er ist die bekannteste Spezialität der mitteldalmatinischen Region Poljica zwischen Split und Omiš. Saison für das Gericht waren früher kältere Jahreszeiten, in denen älterer, süßerer Mangold zur Verfügung stand.
Im Grunde ist es ein sehr einfaches Gericht von gängigen Zutaten aus der Gegend: Mangold mit Zwiebeln und Petersilie zwischen zwei Schichten aus einfachstem Teig. Unter den zahlreichen örtlichen Varianten finden sich auch süße, etwa mit Nüssen, Trockenfrüchten oder Karamell.

## Geschichte
Das Rezept stammt wohl aus der Türkenzeit (15. bis 19. Jahrhundert).
In der Region wird behauptet, es sei das Urbild der italienischen Pizza, das die Römer nach Italien eingeführt hätten. Er war zwischenzeitlich verbreitet als Armeleuteessen und als Fastenspeise. Heute wird er als kulturelles Markenzeichen genutzt und vermehrt auf Märkten und in Restaurants angeboten, findet sich bei Festen und Veranstaltungen. Seit 2005 (2003?) existiert ein dediziertes Soparnik-Festival in der Gemeinde Dugi Rat. Es gibt einen Verein für „Poljički soparnik“ („Udruga ‚Poljički soparnik‘“). Soparnik wurde vom kroatischen Kulturministerium in Zusammenarbeit mit dem Verein zu geschütztem immateriellen Kulturerbe Kroatiens erklärt.

## Zubereitung
Die Mangoldblätter werden mit Wasser gereinigt und gegen ein Durchfeuchten des dünnen Teiges sehr gut getrocknet. Dazu werden sie zum Beispiel über Nacht ausgebreitet und eventuell später der Füllung noch etwas Mehl zugegeben. Der Mangold wird eventuell von Stängelanteilen befreit und in Streifen geschnitten. Dann werden gehackte Zwiebeln, Petersilie, Olivenöl und Salz untergemischt.
Der Teig wird aus Mehl, ein wenig Salz, etwas Olivenöl und Wasser nach Bedarf zusammengeknetet. Er wird in zwei gleiche Teile geteilt und eine Weile ruhen gelassen.
Der erste Teil wird dann auf einem bemehlten Brett zu einer sehr dünnen (2 bis 3 Millimeter), kreisförmigen Schicht ausgewellt. Diese wird bis auf einen schmalen Rand mit Füllung belegt.
Die andere Hälfte des Teiges wird in gleicher Weise zur Kuchendecke ausgezogen. Sie wird anschließend ums Wellholz gewickelt und über den restlichen Kuchen abgerollt. Die etwas überstehenden Teigschichten werden durch Aufrollen zu einem kranzartigen Rand verbunden. Zur Vereinfachung der heiklen Übertragung auf die Backstelle wird der Kuchen eventuell mit (Mais-)Grieß als Trennmittel bestreut, bevor er gestürzt wird.
Traditionell wird Soparnik auf einer gut vorgeheizten Feuerstelle, dem Komin, direkt mit Holzglut bedeckt gebacken. Spätestens wenn sich die Oberschicht durch den Dampfdruck der kochenden Füllung aufwölbt, wird sie an ein paar Stellen eingestochen. Der Kuchen wird etwa 15 bis 20 Minuten gebacken (im Ofen bei 200 °C), bis die Füllung gekocht hat und das Schürwerkzeug auf der Oberfläche raschelnde Scharrgeräusche erzeugt (beziehungsweise der Teig gebräunt ist). Danach wird er herausgenommen, abgefegt und wieder gestürzt. Nach dem Abkühlen wird er noch mit Olivenöl bestrichen und mit fein gehacktem Knoblauch bestreut. Er wird üblicherweise in Rhomben geschnitten serviert.